# Thuty
Thuty (còn được viết là Djehuty) là một Đại tư tế của Amun đã phụng sự dưới thời trị vì của pharaon Ahmose I (Vương triều thứ 18) trong lịch sử Ai Cập cổ đại. Ông là một trong hai Đại tư tế của Amun được biết đến dưới triều vua Ahmose I, người còn lại là Minmontu.

## Chứng thực
Thuty được biết đến thông qua một vài con dấu hình nón của ông (có lẽ được tìm thấy tại Thebes), hiện đều đang được lưu giữ tại Viện bảo tàng Mỹ thuật Metropolitan. Những con dấu này đều khắc những chức vụ mà Thuty từng đảm nhận khi còn sống, bao gồm: Đại tư tế của Amun; Người trông coi kho báu; Thuty. Ngoài ra, các con dấu kể trên đều nhắc đến tên của vị vua mà Thuty đang hầu hạ, Neb-pehty-Re, tên ngai của pharaon Ahmose I.